# دانیل یراژیشت
دانیل یراژیشت (گریگور آرشاویری دانیلیان) (ارمنی: Դանիել Երաժիշտ (Գրիգոր Արշավիրի Դանիելյան؛  زادهٔ ۱۸ ژانویهٔ ۱۹۴۶) رهبر ارکستر، نوازنده ویولن، موسیقی‌شناس، کنشگر اجتماعی و آهنگساز اهل ارمنستان است.

## زندگی‌نامه
وی در ۱۸ ژانویه ۱۹۴۶ در ایروان به دنیا آمد و از مدرسه موسیقی چایکوفسکی ایروان، کنسرواتوار دولتی کومیتاس ایروان و کنسرواتوار دولتی چایکوفسکی مسکو فارغ‌التحصیل گشت. وی در مدرسه موسیقی تیگران چوخاجیان، کالج دولتی موسیقی آرنو باباجانیان، کنسرواتوار دولتی کومیتاس ایروان، ارکستر فیلارمونیک ارمنستان و تاغاران فعالیت می‌کرد. همچنین برندهٔ جوایزی همچون چهره هنری شایسته جمهوری ارمنستان، مدال طلای وزارت فرهنگ جمهوری ارمنستان (۲۰۱۶) شده‌است.